# Гассенди, Пьер

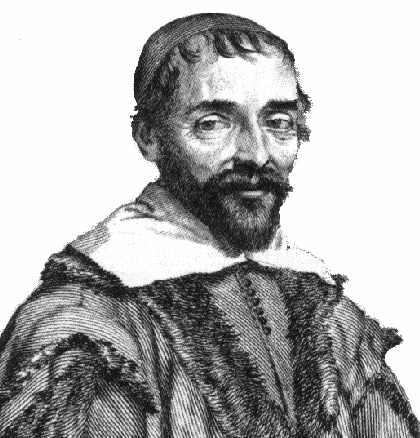

Гассенди, или Гассенд (фр. Pierre Gassendi, 22 января 1592, Шантерсье близ Диня в Провансе — 24 октября 1655, Париж) — французский католический священник, философ, математик, астроном и исследователь древних текстов. Преподавал риторику в Дине, а позднее стал профессором философии в Экс-ан-Провансе. 

## Биография
Родился в провансальском местечке Шантерсье. С юных лет проявил недюжинные способности к науке, особенно к математике и языкознанию. Учился в колледже в городе Динь, затем в университете Экс-ан-Прованса. С 1612 года преподавал теологию в Дине, с 1617 года возглавлял кафедру философии в университете Экс-ан-Прованса. Будучи преподавателем философии в университете, не только изложил учение Аристотеля, но и отверг его; изучал теоретическую астрономию, но сильно оскорблялся, когда его принимали за астролога.
Свой курс Гассенди строил таким образом, что сначала излагал учение Аристотеля, а потом показывал его ошибочность. Открытия Коперника и сочинения Джордано Бруно, а также чтение сочинений Петра Рамуса и Людовика Вивеса окончательно убедили Гассенди в непригодности аристотелевской физики и астрономии. Плодом его занятий было скептическое сочинение «Exercitationes paradoxicae adversus Aristoteleos» (Гренобль, 1627). От окончания этого сочинения он должен был отказаться. Ещё раньше издания своей книги Гассенди оставил кафедру и жил то в Дине, где был каноником кафедрального собора, то в Париже, откуда совершил поездку в Бельгию и Голландию. Во время этой поездки он познакомился с Гоббсом и издал (1631) анализ мистического учения розенкрейцера Роберта Флудда («Epistolica dissertatio in qua praecipua principia philosophiae R. Fluddi deteguntur»). Позже написал критический анализ декартовских размышлений («Disquisitio adversus Cartesium»), приведший к оживленной полемике между обоими философами. Гассенди был одним из немногих учёных XVII века, интересовавшихся историей науки.
Есть сведения, что Гассенди давал приватные лекции группе молодых людей, из которых многие стали впоследствии знаменитыми — Мольеру, Сирано де Бержераку, Гено и др.
Гассенди скончался в Париже 24 октября 1655 года, похоронен в парижской церкви Сен-Николя-де-Шамп.

## Научная деятельность

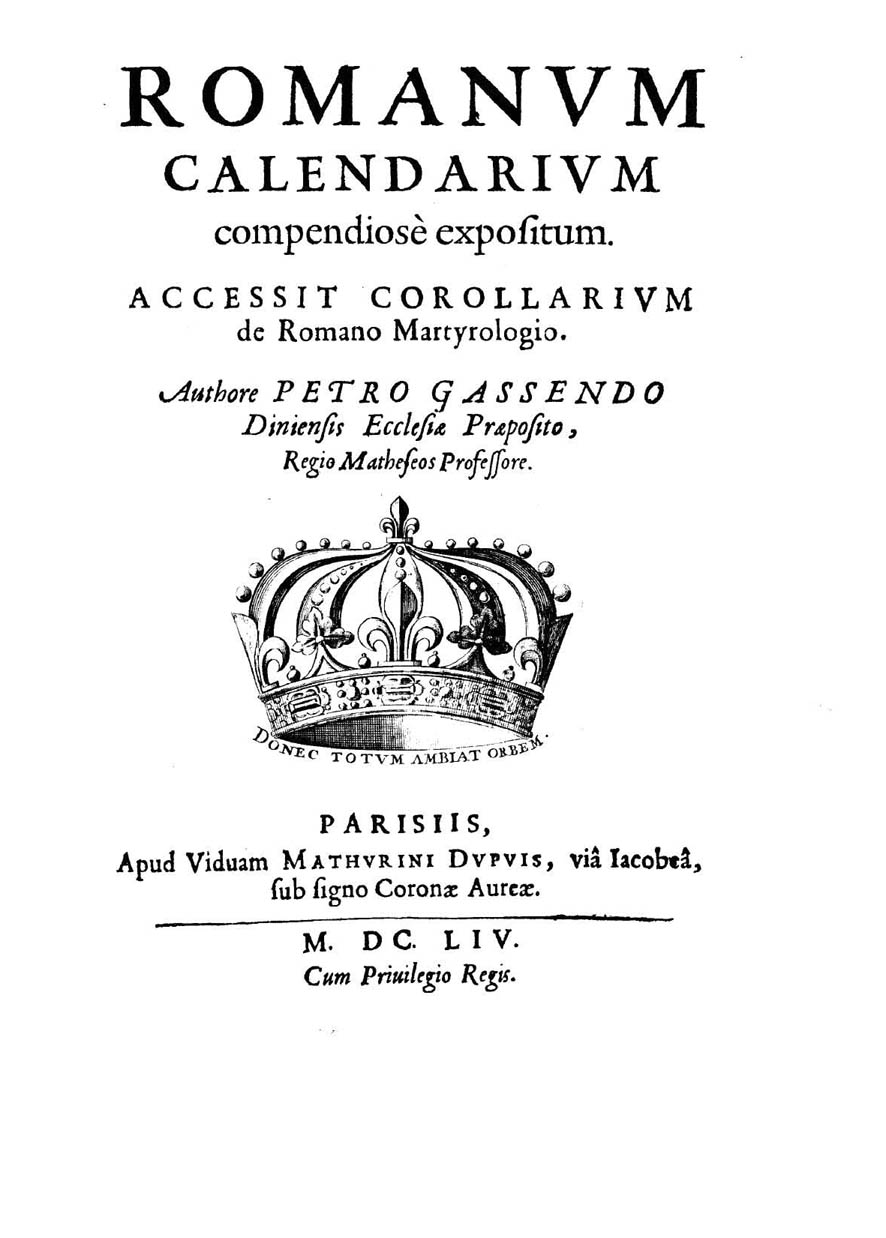
Romanum calendarium

Благодаря изучению Эпикура окончательно сложилось мировоззрение Гассенди, которое он изложил в «Syntagma philosophicum», вышедшем уже после смерти автора. В 1645 году Гассенди занял кафедру математики в Collège royal de France. В последние годы жизни издал две работы об Эпикуре «De vita, moribus et doctrina Epicuri libri octo» (1647) и «Syntagma philosophiae Epicuri» (1649), биографии Коперника и Тихо Браге, историю церкви в Дине. Гассенди обладал большим полемическим даром: умел отдать должное противнику, ясно и точно излагал его теорию, наконец делал весьма тонкие и веские замечания. Широко известна его полемика с Декартом.
Философская система Гассенди, изложенная в его «Syntagma philosophicum», — результат его исторических исследований. Эти исследования привели его (как позднее Лейбница) к тому выводу, что мнения различных философов, считающиеся совершенно несходными, часто различаются только по форме. Чаще всего Гассенди склоняется на сторону Эпикура, расходясь с ним только в теологических вопросах.
Относительно возможности познать истину он держится середины между скептиками и догматиками. Посредством разума мы можем познать не только видимость, но и саму сущность вещей; нельзя отрицать, однако, что есть тайны, недоступные человеческому уму. Гассенди подразделяет философию на физику, предмет которой — исследовать истинное значение вещей, и этику — науку быть счастливым и поступать согласно с добродетелью. Введением к ним служит логика, которая есть искусство правильно представлять (идея), правильно судить (предложение), правильно умозаключать (силлогизм) и правильно располагать выводы (метод).
Физика Гассенди представляет собой атомизм. Все явления природы совершаются в пространстве и времени. Это суть «вещи в своем роде», характеризующиеся отсутствием положительных атрибутов. Как пространство, так и время могут быть измерены только в связи с телами: первое измеряется объёмом, второе — движением тел.

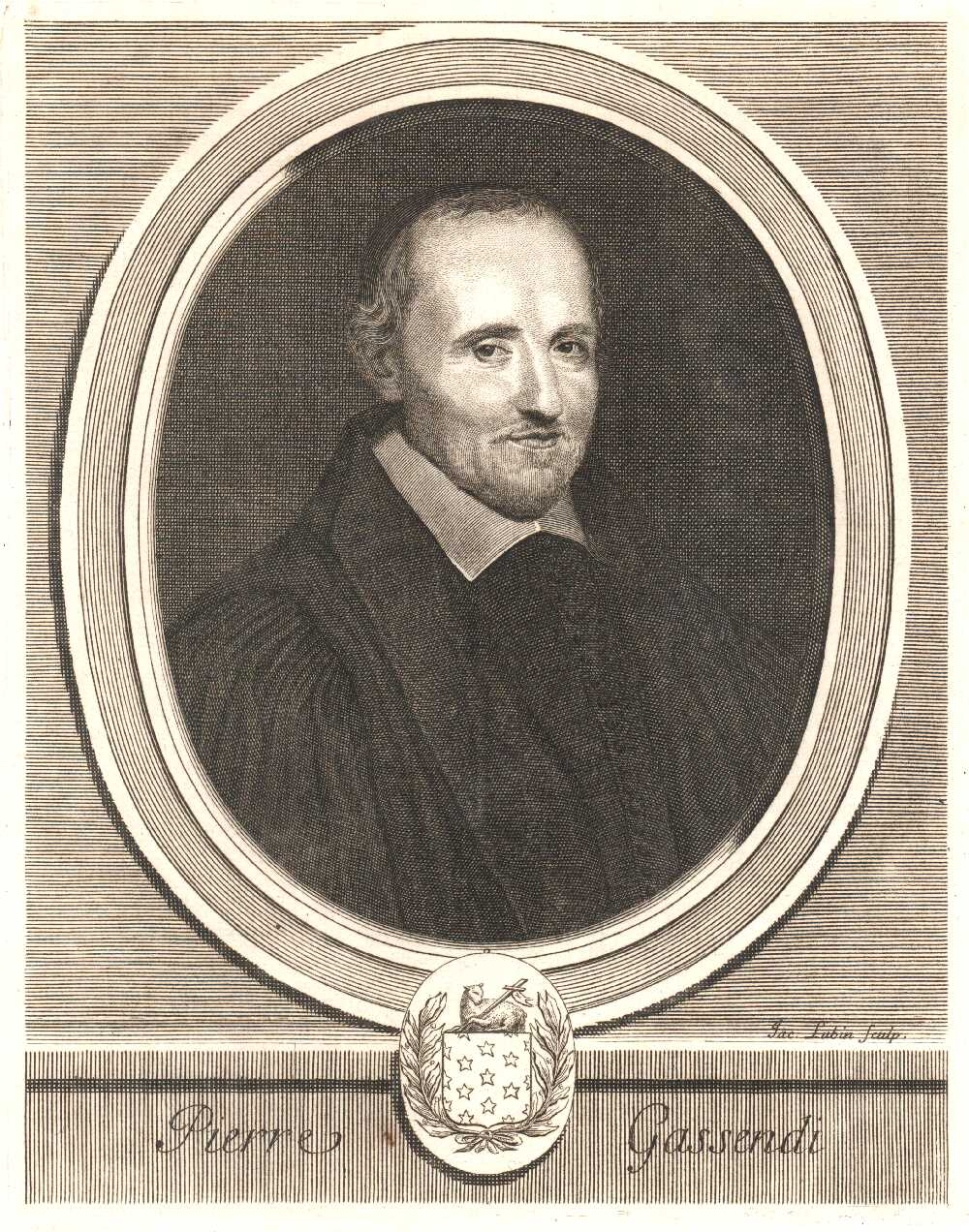

Материю Гассенди представляет состоящей из множества мельчайших компактных эластичных атомов, отделенных друг от друга пустым пространством, не заключающих в себе пустоты и потому неделимых физически, но измеримых. Число атомов и их форм конечно и постоянно (поэтому количество материи постоянно), но число форм меньше числа атомов. Гассенди не признает за атомами вторичных свойств, как то: запаха, вкуса и других. Различие атомов (кроме формы) заключается в различии их главного свойства — веса или прирождённого их стремления к движению. Группируясь, они образуют все тела вселенной и являются, следовательно, причиной не только качеств тел, но и их движения; ими обусловливаются все силы природы. Так как атомы не рождаются и не исчезают, то и количество живой силы в природе остается неизменным. Когда тело в покое, сила не исчезает, а только пребывает связанной, а когда оно приходит в движение, сила не рождается, а только освобождается. Действия на расстоянии не существует, и если одно тело притягивает другое, не соприкасаясь с ним, то это можно объяснить так, что от первого исходят потоки атомов, которые соприкасаются с атомами второго. Это одинаково применимо к телам одушевленным и неодушевленным.
Все предметы обладают душой чувствующей и хотя бы смутно рассуждающей. Атомы вечны, поскольку вечна вселенная, но они, как и вселенная, сотворены Богом; по его же воле они сгруппировались в тело, ибо как из простого смешения букв не может возникнуть поэмы, так и из случайной группировки атомов не могли при сотворении мира произойти тела без содействия Бога. В этих последних положениях заключается отличие Гассенди от материалистов. Произвольное самозарождение даже в царстве минеральном Гассенди отрицает: всякое тело (не родившееся от себе подобного) обязано своим происхождением семени, предсуществовавшему с сотворения мира, — семени, в котором оно заключалось потенциально, окружающие же условия способствовали его появлению.
Тело, душа чувствующая и душа разумная составляют единое не вследствие физического единства, но потому что они предназначены для взаимного дополнения. Чувствующая душа, область которой есть все тело,  воспринимает  образы внешних предметов (с помощью органов чувств) и  познает их посредством памяти, сравнения, или суждения, и выводов, или рассуждения. Эти последние три деятельности Гассенди считает функциями воображения.
Душа разумная, или разум, присуща только человеку; в противоположность душе чувствующей, она пребывает только в мозгу. Посредством разума человек познает вещи, недоступные чувственному восприятию и воображению, как то: понятие о Боге, самосознание и другие. Душа разумная нематериальна и, следовательно, вечна; это её отличие от души чувствующей — но проявляться она может только по поводу данных этой последней: в этом заключается её связь с ней.
Врождённых идей нет. Идеи, кажущиеся врождёнными (например, идея причинности) — только вывод из повторяемости явлений. Инстинкт — результат привычки в наследственности. Единственное, что врождено нам — это любовь к самому себе; из неё вытекает стремление к приятному и старание избежать неприятного, или хотение (appetitus). Хотение не проявляется без содействия воображения и разума; если оно основывается только на данных воображения — это хотение неразумное, или страсть; хотение, вытекающее из данных разума, есть воля; воля всегда сопровождается действием. Действия наши свободны, но свободу их надо искать не в воле, а в разуме. Нам свойственно поступать на основании мотивов, которые нам представляет разум; разум склонен любить истину, но для того, чтобы найти её, он должен сосредоточивать своё внимание, не поддаваясь хотению, — в этом и заключается свобода. Как согласовать эту свободу с божественным провидением — это неразрешимая для нас тайна.
Два вопроса всегда интересовали людей: в чём состоит цель нашей жизни и как достигнуть этой цели. Этим вопросам посвящена этика Гассенди, в которой он является последователем Эпикура. Единственная цель жизни — счастье. Истинное счастье заключается в здоровом теле и спокойной душе — а спокойствие дает только добродетель, так как она не сопровождается ни раскаянием, ни сожалением. Спокойствие (атараксия) есть высшее наслаждение, ибо оно есть цель всякого движения. Правда, человек стремится к наслаждению движением, потому что природа вложила в него это стремление для самосохранения и продолжения рода; но, ставя его выше покоя, он забывает, что оно есть только средство для достижения последнего.
Своё исследование Гассенди заканчивает доказательством существования Бога, Его свойств и его провидения. Идея о Боге не есть идея врождённая, а между тем она присуща всем людям. Гассенди объясняет это предрасположением разума к допущению существования Бога при первом указании чувств на единство и гармонию вселенной. Поэтому разум познает Бога как всесовершеннейшее существо, творца и руководителя вселенной.
Гассенди написал немало трудов по истории науки, совершил ряд важных астрономических открытий и наблюдений (провёл наблюдения прохождения Меркурия по солнечному диску, открыл пять новых спутников Юпитера). 

## Сочинения
Сочинения Гассенди изданы в 1658 году в Лионе; среди них есть несколько сочинений по астрономии и механике; одно из них, «De proportione qua gravia decidentia accelerantur» (1646), посвящено вопросу падения тел под влиянием силы тяжести.
Перевод сочинений П. Гассенди на русский язык: Гассенди П. Соч. В 2-х т. — М., 1966—1968.

## Переводчики Гассенди на русский язык
- Шейнман, Сесиль Яковлевна

## Память
В 1935 году Международный астрономический союз присвоил имя Гассенди кратеру на видимой стороне Луны.